# Cliburn
Cliburn es un pueblo y una parroquia civil en Eden, Cumbria, Inglaterra. En 2001 había 204 personas viviendo en Cliburn. Tiene una iglesia llamada Iglesia de San Cuthbert.

## Otros sitios web
- http://www.thecumbriadirectory.com/Town_or_Village/location.php?url=cliburn

- Datos: Q1100900
- Multimedia: Cliburn / Q1100900